# Aeroportul Analalava
Aeroportul Analalava (IATA: HVA, ICAO: FMNL) este un aeroport din Analalava⁠(d), Distrikan'Analalava⁠(d), Regiunea Sofia, Madagascar ce deservește zona Analalava⁠(d). A fost numit după zona deservită.
Situat la o altitudine de 105 m, aeroportul dispune de o singură pistă.